# 쓰케치정
쓰케치정(일본어: 付知町)은 일본 기후현 나카쓰가와시의 지명이다.면적은 73.36km2.우편번호는 508-0351. 2005년 2월 12일까지 기후현 에나군에 속해 있던 정이다.

## 역사
- 가마쿠라 시대 초기부터 전국 시대 말까지 나기도야마 씨의 영지였다.
- 모토히로켄무 연간(1334년~1336년), 토오야마 케이토시가 에나군 후쿠오카 촌 우에나에키에 히로에지 성을 쌓는다.
- 에도 시대에는 오와리 번령이였다.
- 1889년 7월 1일 - 정촌제 시행으로 에나군 쓰케치촌이 성립하였다.
- 1897년 4월 16일 - 쓰케치촌이 정으로 승격해 쓰케치정이 되었다.
- 2006년 2월 13일 - 쓰케치정이 주변 6정촌과 함께 나카쓰가와시에 편입 합병하였다. 구 쓰케치 정역은 나카쓰카와 시 쓰케치 정이 된다.그 때, 땅내 우편번호가 508-0351로 통일되었다.

## 가구수와 인구
2018년10월 31일 현재 세대수와 인구는 다음과 같다.
| 마치     | 가구수    | 인구    |
| -------- | --------- | ------- |
| 쓰케치정 | 1,935세대 | 5,612명 |

## 교통

### 철도
- 도카이 여객철도 주오 본선

### 도로
- 국도 제256호선
- 국도 제257호선

## 참고 문헌
- 角川日本地名大辞典編纂委員会,『角川日本地名大辞典 21 岐阜県』1980, 角川書店